# Ataque à embaixada soviética em Lima em 1986
O ataque à embaixada soviética em Lima em 1986 foi um ataque terrorista em 7 de julho de 1986, contra a residência oficial da delegação da União Soviética no Peru. A ação não resultou na morte de nenhum cidadão soviético, causando apenas a morte de um dos próprios terroristas envolvidos.

## Antecedentes
Após o estabelecimento de relações entre o Governo Revolucionário da Força Armada, que possuía alguns ideais de esquerda, e a União Soviética, esta última decidiu abrir uma embaixada no distrito de San Isidro.
O grupo terrorista Sendero Luminoso, que já havia realizado incidentes nos arredores da embaixada soviética há anos, principalmente devido a divergências ideológicas no espectro da esquerda, também foi responsável por ataques semelhantes no ano anterior contra as embaixadas dos Estados Unidos e da China.

## Ataque
O ataque começou com uma série de tiroteios em frente à embaixada soviética em Lima. Em meio ao caos causado pelo ataque inicial, um dos atiradores conseguiu entrar no interior da residência soviética onde tentou explodir uma bomba que carregava consigo, a explosão do ataque não causou mortes além do próprio suicida.
Os agressores que sobreviveram e viram que o plano havia falhado e fugiram para os arredores da embaixada, em um dos subúrbios próximos à residência, duas policiais capturaram os agressores após uma troca de tiros.

## Consequências
O grupo terrorista Sendero Luminoso foi acusado de ser responsável pelo ataque, ou, alternativamente, um grupo de simpatizantes. A posição oficial do Sendero Luminoso sobre a URSS era conhecida por ser negativa, afirmando que o estado socialista era um "inimigo" da sua causa de luta.
O Ministério das Relações Exteriores soviético fez uma visita ao Peru, representado pelo vice-ministro Viktor Komplektov, que por sua vez representava o governo de Mikhail Gorbachev, e informou que o então presidente peruano Alan García recebeu apoio soviético em sua guerra contra o Sendero Luminoso.